# Gaston Bogaert (schilder)
Gaston Bogaert (Le Mans, 1918 - Etterbeek, 2008) was een Belgische surrealistisch kunstschilder. Hij is ook gekend onder het pseudoniem Capouillard.
Gaston Bogaert dient niet te worden verward met schilder/musicus/schrijver Gaston Bogaerts (1921-2022).

## Biografie
Gaston Bogaert studeerde architectuur en legde zich toe vanaf 1938 toe op interieur, theater en reclamegrafiek.
Op het Eurocon van 1978 won hij in de categorie "Fantastic & Fantasy Award" als artiest.

## Werken
Bogaert tracht een aansprekende en intrigerende atmosfeer te creëren door onwerkelijke afbeeldingen te gebruikt. Daarbij gebruikt hij vooral melancholische tinten. Door de mystieke sfeer hangt stralen de werken een soort nostalgie en dreiging uit. Zelden ziet men menselijke afbeeldingen op de schilderijen.
Werken van hem zijn te zien in
- Museum van Cagnes-sur-Mer
- Museum van Verviers
- Museum van Charleroi
- Rockefeller Art Center te New York
- Art Gallery of Greater Victoria in Canada
- Museum van Dimona

- Gemeinsame Normdatei: 142954896
- International Standard Name Identifier: 0000 0001 0797 2003
- Library of Congress Control Number: n81020258
- MusicBrainz: b1e7defa-d969-4bf0-ac7d-09bf978185b3
- RKD-Nederlands Instituut voor Kunstgeschiedenis: 9902
- Système universitaire de documentation: 160955963
- Union List of Artist Names: 500180470
- Virtual International Authority File: 265039563
- WorldCat: E39PBJxxjp7Vk84vj8VTmrw9jC